# 대한민국 올림픽 금메달리스트 목록
대한민국 올림픽 금메달리스트 목록은 대한민국을 대표하는 올림픽 선수단에서 우승한 금메달리스트 목록이다.

## 하계 올림픽
| 1976년 몬트리올 올림픽 |                                |                        |          |
| 양정모 | 레슬링 (자유형)                | 62kg급                 | 8월 1일  |
| 1984년 로스앤젤레스 올림픽 |                                |                        |          |
| 안병근 | 유도                           | 71kg급                 |          |
| 하형주 | 유도                           | 95kg급                 |          |
| 김원기 | 레슬링 (그레코로만형)          | 60kg급                 |          |
| 유인탁 | 레슬링 (자유형)                | 66kg급                 |          |
| 신준섭 | 복싱                           | 73kg급                 |          |
| 서향순 | 양궁                           | 여자개인전             |          |
| 1988년 서울 올림픽 |                                |                        |          |
| 김수녕 | 양궁                           | 여자 개인전            |          |
| 김수녕, 왕희경, 윤영숙 | 양궁                           | 여자 단체전            |          |
| 박성수, 천인수, 이한섭 | 양궁                           | 남자 단체전            |          |
| 김광선 | 복싱, 남자 플라이급            | – 51 kg                |          |
| 박시헌 | 복싱, 남자 라이트 미들급       | – 71 kg                |          |
| 송지현, 한현숙, 김춘례, 김명순, 이기순, 김현미, 김미속, 석민희, 손미나, 임미경, 김경순, 성경화                                                                                               | 핸드볼 여자 단체전             |                        |          |
| 김재엽 | 유도, 남자 엑스트라라이트급    | – 60 kg                |          |
| 이경근 | 유도, 남자 하프라이트급        | – 65 kg                |          |
| 현정화, 양영자 | 탁구                           | 여자 복식              |          |
| 유남규 | 탁구                           | 남자 개인              |          |
| 한명우 | 프리스타일 레슬링, 남성 미들급 | – 82 kg                |          |
| 김영남 | 그래코로만 레슬링, 남성 웰터급 | – 74 kg                |          |
| 1992년 바르셀로나 올림픽 |                                |                        |          |
| 조윤정 | 양궁                           | 여자 개인              |          |
| 조윤정, 김수녕, 이은경 | 양궁                           | 여자 단체              |          |
| 여갑순 | 사격                           | 여자 10m 공기권총      |          |
| 이은철 | 사격                           | 남자 50m 소총          |          |
| 전병관 | 역도                           | 남자 56kg              |          |
| 김미정 | 유도                           | 여자 72kg              |          |
| 박장순 | 레슬링                         | 남자 74kg              |          |
| 안한봉 | 레슬링                         | 남자 57kg              |          |
| 문향자, 남은영, 이호연, 이미영, 홍정호, 임오경, 민혜숙, 박정림, 오성옥, 장리라, 김화숙, 박갑숙, 차재경, 한현숙, 한선희, 황선희                                                               | 핸드볼                         | 여자                   |          |
| 황영조 | 육상                           | 남자 마라톤            |          |
| 박주봉, 김문수 | 배드민턴                       | 남자 복식              |          |
| 황혜영, 정소영 | 배드민턴                       | 여자 복식              |          |
| 1996년 애틀랜타 올림픽 |                                |                        |          |
| 심권호 | 레슬링                         | 48kg급                 | 7월 21일 |
| 전기영 | 유도                           | 86kg급                 | 7월 22일 |
| 조민선 | 유도                           | 70kg급                 | 7월 22일 |
| 김경욱 | 양궁                           | 여자개인전             | 7월 31일 |
| 방수현 | 배드민턴                       | 여자단식               | 8월 1일  |
| 길영아, 김동문 | 배드민턴                       | 혼합복식               | 8월 1일  |
| 김조순, 김경욱, 윤혜영 | 양궁                           | 여자단체               | 8월 2일  |
| 2000년 시드니 올림픽 |                                |                        |          |
| 윤미진 | 양궁                           | 여자 개인              | 9월 20일 |
| 김영호 | 펜싱                           | 남자 플뢰레 개인전     | 9월 20일 |
| 김남순, 김수녕, 윤미진 | 양궁                           | 여자 단체              | 9월 21일 |
| 김정태, 오교문, 장용호 | 양궁                           | 남자 단체              | 9월 22일 |
| 심권호 | 레슬링                         | 남자 54kg급            | 9월 26일 |
| 이선희 | 태권도                         | 여자 67kg급            | 9월 29일 |
| 김경훈 | 태권도                         | 남자 +80kg급           | 9월 30일 |
| 정재은 | 태권도                         | 여자 57kg급            | 9월 30일 |
| 2004년 아테네 올림픽 |                                |                        |          |
| 박성현 | 양궁                           | 여자 개인              | -        |
| 임동현, 장용호, 박경모 | 양궁                           | 남자 단체              | -        |
| 박성현, 이성진, 윤미진 | 양궁                           | 여자 단체              | -        |
| 김동문, 하태권 | 배드민턴                       | 남자 복식              | -        |
| 이원희 | 유도                           | 남자 60kg              | -        |
| 유승민 | 탁구                           | 남자 단식              | -        |
| 문대성 | 태권도                         | 남자 +80 kg            |          |
| 장지원 | 태권도                         | 여자 57kg              |          |
| 정지현 | 레슬링                         | 남자 그레코로만형 60kg | -        |
| 2008년 베이징 올림픽 |                                |                        |          |
| 최민호 | 유도                           | 남자 -60 kg            | 8월 9일  |
| 박태환 | 수영                           | 남자 자유형 400m       | 8월 10일 |
| 주현정, 박성현, 윤옥희 | 양궁                           | 여자 단체              | 8월 10일 |
| 임동현, 이창환, 박경모 | 양궁                           | 남자 단체              | 8월 11일 |
| 진종오 | 사격                           | 남자 50m 권총          | 8월 12일 |
| 사재혁 | 역도                           | 남자 77 kg             | 8월 13일 |
| 장미란 | 역도                           | 여자 +75 kg            | 8월 16일 |
| 이효정, 이용대 | 배드민턴                       | 혼합 복식              | 8월 17일 |
| 임수정 | 태권도                         | 여자 -57 kg            | 8월 21일 |
| 손태진 | 태권도                         | 남자 -68 kg            | 8월 21일 |
| 황경선 | 태권도                         | 여자 -67 kg            | 8월 22일 |
| 차동민 | 태권도                         | 남자 +80 kg            | 8월 23일 |
| 강민호, 고영민, 권혁, 김광현, 김동주, 김민재, 김현수, 류현진, 박진만, 봉중근, 송승준, 오승환, 윤석민, 이대호, 이승엽, 이용규, 이택근, 이종욱, 이진영, 장원삼, 정근우, 정대현, 진갑용, 한기주 | 야구                           | 남자                   | 8월 23일 |
| 2012년 런던 올림픽 |                                |                        |          |
| 진종오 | 사격                           | 남자 10m 권총          | 7월 28일 |
| 기보배, 이성진, 최현주 | 양궁                           | 여자 단체              | 7월 29일 |
| 김재범 | 유도                           | 남자 -81kg             | 7월 31일 |
| 김장미 | 사격                           | 여자 25m 권총          | 8월 1일  |
| 송대남 | 유도                           | 남자 -90kg             | 8월 1일  |
| 김지연 | 펜싱                           | 여자 사브로 개인전     | 8월 1일  |
| 기보배 | 양궁                           | 여자 개인              | 8월 2일  |
| 오진혁 | 양궁                           | 남자 개인              | 8월 3일  |
| 구본길, 김정환, 오은석, 원우영 | 펜싱                           | 남자 사브르 단체전     | 8월 3일  |
| 진종오 | 사격                           | 남자 50m 권총          | 8월 5일  |
| 양학선 | 체조                           | 남자 도마 개인         | 8월 6일  |
| 김현우 | 레슬링                         | 남자 그레코로만형 66kg | 8월 7일  |
| 황경선 | 태권도                         | 여자 -67kg             | 8월 10일 |
| 2016년 리우데자네이루 올림픽 |                                |                        |          |
| 김우진, 구본찬, 이승윤 | 양궁                           | 남자 단체전            | 8월 6일  |
| 기보배, 최미선, 장혜진 | 양궁                           | 여자 단체전            | 8월 7일  |
| 박상영 | 펜싱                           | 남자 에페 개인전       | 8월 9일  |
| 진종오 | 사격                           | 남자 50m 권총          | 8월 10일 |
| 장혜진 | 양궁                           | 여자 개인전            | 8월 11일 |
| 구본찬 | 양궁                           | 남자 개인전            | 8월 12일 |
| 김소희 | 태권도                         | 여자 -49 kg            | 8월 17일 |
| 오혜리 | 태권도                         | 여자 -67 kg            | 8월 19일 |
| 박인비 | 골프                           | 여자 개인              | 8월 20일 |
| 2020년 도쿄 올림픽 |                                |                        |          |
| 김우진, 김제덕, 오진혁 | 양궁                           | 남자 단체전            | 7월 26일 |
| 안산 | 양궁                           | 여자 개인전            | 7월 30일 |
| 안산, 강채영, 장민희 | 양궁                           | 여자 단체전            | 7월 25일 |
| 김제덕, 안산 | 양궁                           | 혼성 단체전            | 7월 24일 |
| 신재환 | 체조                           | 남자 도마              | 8월 2일  |
| 구본길, 오상욱, 김정환, 김준호 | 펜싱                           | 남자 사브르 단체전     | 7월 28일 |

## 동계 올림픽
| 1992년 알베르빌 올림픽             |                 |                  |          |
| 김기훈                             | 쇼트트랙        | 남자 1000 m      |          |
| 김기훈 이준호 모지수 송재근        | 쇼트트랙        | 남자 5000 m 계주 |          |
| 1994년 릴레함메르 올림픽           |                 |                  |          |
| 채지훈                             | 쇼트트랙        | 남자 500 m       |          |
| 김기훈                             | 쇼트트랙        | 남자 1000 m      |          |
| 전이경                             | 쇼트트랙        | 여자 1000 m      |          |
| 전이경 김소희 김윤미 원혜경        | 쇼트트랙        | 여자 3000 m 계주 |          |
| 1998년 나가노 올림픽               |                 |                  |          |
| 김동성                             | 쇼트트랙        | 남자 1000m       |          |
| 전이경                             | 쇼트트랙        | 여자 1000m       |          |
| 전이경 원혜경 안상미 김윤미        | 쇼트트랙        | 여자 3000m 계주  |          |
| 2002년 솔트레이크 올림픽           |                 |                  |          |
| 고기현                             | 쇼트트랙        | 여자 1500m       |          |
| 최민경 주민진 박혜원 최은경        | 쇼트트랙        | 여자 3000m 계주  |          |
| 2006년 토리노 올림픽               |                 |                  |          |
| 안현수                             | 쇼트트랙        | 남자 1000 m      |          |
| 안현수                             | 쇼트트랙        | 남자 1500 m      |          |
| 안현수 이호석 오세종 서호진 송석우 | 쇼트트랙        | 남자 5000 m 계주 |          |
| 진선유                             | 쇼트트랙        | 여자 1000 m      |          |
| 진선유                             | 쇼트트랙        | 여자 1500 m      |          |
| 변천사 최은경 전다혜 진선유 강윤미 | 쇼트트랙        | 여자 3000 m 계주 |          |
| 2010년 밴쿠버 올림픽               |                 |                  |          |
| 이정수                             | 쇼트트랙        | 남자 1500 m      | 2월 14일 |
| 모태범                             | 스피드 스케이팅 | 남자 500 m       | 2월 15일 |
| 이상화                             | 스피드 스케이팅 | 여자 500 m       | 2월 16일 |
| 이정수                             | 쇼트트랙        | 남자 1000 m      | 2월 20일 |
| 이승훈                             | 스피드 스케이팅 | 남자 10000 m     | 2월 24일 |
| 김연아                             | 피겨 스케이팅   | 여자 싱글        | 2월 25일 |
| 2014년 소치 올림픽                 |                 |                  |          |
| 이상화                             | 스피드 스케이팅 | 여자 500m        | 2월 11일 |
| 심석희 박승희 조해리 김아랑 공상정 | 쇼트트랙        | 여자 3,000m 계주 | 2월 18일 |
| 박승희                             | 쇼트트랙        | 여자 1,000m      | 2월 21일 |
| 2018년 평창 올림픽                 |                 |                  |          |
| 임효준                             | 쇼트트랙        | 남자 1500m       | 2월 10일 |
| 윤성빈                             | 스켈레톤        | 남자 개인        | 2월 16일 |
| 최민정                             | 쇼트트랙        | 여자 1500m       | 2월 17일 |
| 김아랑 김예진 심석희 이유빈 최민정 | 쇼트트랙        | 여자 3000m 계주  | 2월 20일 |
| 이승훈                             | 스피드 스케이팅 | 남자 매스스타트  | 2월 24일 |
| 2022년 베이징 올림픽               |                 |                  |          |
| 황대헌                             | 쇼트트랙        | 남자 1500m       | 2월 9일  |
| 최민정                             | 쇼트트랙        | 여자 1500m       | 2월 13일 |